# 라나 콘도어
라나 테리스 콘도어(영어: Lana Therese Condor, 1997년 5월 11일 ~ )는 베트남 태생의 미국의 배우이다. 베트남 껀터에서 태어나 4개월 만에 미국 시카고로 입양되었다. 영화 《엑스맨: 아포칼립스》(2016)에서 주빌리 역으로 출연했다.

## 어린 시절
베트남에서 태어났으며, 입양되기 전까지 Cần Thơ 지역에 위치한 고아원에서 "트란 동 란"이라고 불렸다.
1997년 10월 6일 일리노이주 시카고에 거주중인 미국인 부모 메리 캐롤과 밥 콘도르에게 입양되었다.

## 출연작 목록

### 영화
| 연도 | 제목                                                 | 원제                                   | 배역                   | 비고       |
| ---- | ---------------------------------------------------- | -------------------------------------- | ---------------------- | ---------- |
| 2016 | 엑스맨: 아포칼립스                                   | X-Men: Apocalypse                      | 주빌레이션 리 / 주빌리 |            |
| 2016 | 패트리어트 데이                                      | Patriots Day                           | 리                     |            |
| 2017 | 하이스쿨 러버                                        | High School Lover                      | 앨리슨                 | TV 영화    |
| 2018 | 내가 사랑했던 모든 남자들에게                        | To All the Boys I've Loved Before      | 라라 진 송 커비        |            |
| 2019 | 알리타: 배틀 엔젤                                    | Alita: Battle Angel                    | 코요미                 |            |
| 2019 | 썸머 나이트                                          | Summer Night                           | 렉시                   |            |
| 2020 | 내가 사랑했던 모든 남자들에게: P.S. 여전히 널 사랑해 | To All the Boys: P.S. I Still Love You | 라라 진 송 커비        |            |
| 2021 | 내가 사랑했던 모든 남자들에게: 언제나 그리고 영원히  | To All The Boys: Always And Forever    | 라라 진 송 커비        |            |
| 2022 | 문샷                                                 | Moonshot                               | 소피 쓰키노            |            |
| 2023 | 틴에이지 크라켄 루비                                 | Ruby Gillman, Teenage Kraken           | 루비 길먼              | 애니메이션 |